# 9417 Jujiishii
9417 Jujiishii è un asteroide della fascia principale. Scoperto nel 1995, presenta un'orbita caratterizzata da un semiasse maggiore pari a 2,3755535 UA e da un'eccentricità di 0,2192640, inclinata di 5,67414° rispetto all'eclittica.